# Pozwolenie zintegrowane
Pozwolenia zintegrowane zostały wprowadzone do prawa unijnego Dyrektywą Unii Europejskiej nr 96/61/WE zwaną Dyrektywą IPPC (z ang. Integrated Pollution Prevention and Control – zintegrowanego zapobiegania i ograniczania zanieczyszczeń) wydaną w 1996 roku, natomiast do prawa polskiego zostały transponowane (dostosowane) ustawą z dnia 27 kwietnia 2001 r. - Prawo ochrony środowiska (Dz.U. z 2021 r. poz. 1973).
Pozwolenie zintegrowane, które w zasadzie jest pewną formą licencji na prowadzenie działalności przemysłowej uzyskiwaną dla instalacji przemysłowych i innych (np. hodowla, oczyszczalnie ścieków komunalnych), ma zastępować cząstkowe pozwolenia środowiskowe obowiązujące dotychczas, obejmując swym zakresem wszystkie oddziaływania na środowisko określane w pozwoleniach cząstkowych oraz ich wzajemne powiązania.
Wniosek o wydanie pozwolenia zintegrowanego powinien podkreślać całościowe podejście zakładu do ochrony środowiska realizowane m.in. poprzez zastosowanie najlepszych dostępnych technik (ang. best available technology, BAT) tj. najbardziej efektywnych technik w osiąganiu wysokiego ogólnego poziomu ochrony środowiska jako całości, o takim stopniu rozwoju, który umożliwia jej praktyczne zastosowanie z uwzględnieniem warunków ekonomicznych i technicznych oraz rachunku kosztów inwestycyjnych i korzyści dla środowiska, a którą to technikę prowadzący daną instalację może uzyskać – i wdrożyć.